# Nick Ut
Huỳnh Công Út, professionelt kendt som Nick Ut, (født 29. marts 1951 i Long An, Vietnam) er en fotograf fra Associated Press (AP), med base i Los Angeles, Californien i USA. Hans bedst kendte fotografi, som han fik Pulitzerprisen for, er af Phan Thị Kim Phúc, der blev fotograferet som cirka 9-årig, løbende nøgen mod kameraet for at flygte fra et  napalmangreb på den sydvietnamesiske landsby Trang Bang under Vietnamkrigen. Der er sået tvivl om Nick Ut er manden der fotograferede pigen.